# 검은 안개 사건 (정계)
검은 안개 사건(일본어: 黒い霧事件 구로이키리지켄[*])은 1966년 일본에서 발생한 정치 불신 사건이다.